# Centre d'études internationales de la propriété intellectuelle
Le Centre d'études internationales de la propriété intellectuelle (CEIPI), installé sur le campus médecine est une composante de l'université de Strasbourg. Ses locaux sont situés dans le bâtiment « Le Cardo » depuis 2020.

## Histoire
Le centre d'études internationales de la propriété industrielle  est fondé le 6 septembre 1963 au sein de la faculté de droit de Strasbourg. L'origine de cette initiative est due au professeur Daniel Bastian et au directeur de l'école de chimie, le professeur Hubert Forestier.
Dans les années 1960 et 1970, le centre d'études internationales de la propriété industrielle publie des ouvrages et organise des colloques d'études juridiques,,,,,,.
Une modification de la dénomination est effectuée en décembre 2008, afin de devenir le centre d'études internationales de la propriété intellectuelle.

## Nature et mission
Le CEIPI est une composante de l’Université de Strasbourg, est un EPCS culturel et professionnel soumis aux dispositions du Code de l’Education et bénéficie, en outre, du statut consultatif auprès du Conseil de l’Europe et de celui d’observateur auprès de l’Organisation mondiale de la propriété intellectuelle (OMPI).
Le CEIPI a pour mission, dès sa création de former des « spécialistes du droit de la propriété intellectuelle qui seront chargés d’exercer les différentes professions dans le domaine de la propriété intellectuelle »,.

## Organisation et formation
Le site du Sénat français présente l'organisation en deux pôles séparés:
- un pôle diplômant sous l'égide de l'Université de Strasbourg délivrant l'unique diplôme universitaire ouvrant la possibilité d'accéder à l'examen de qualification français, puis au titre de Conseil en propriété industrielle (mention brevets) ;
- un pôle « non diplômant » , le CEIPI s'étant vu confier par l'Organisation européenne des brevets la préparation à l'examen de qualification de mandataire européen.

Depuis 2020, l'établissement gère une chaîne sur le réseau social YouTube lui permettant ainsi de présenter les différentes visio-conférences de ses Journées d’Actualités.
Une part non négligeable des étudiants du Centre d’études internationales de la propriété intellectuelle est issue de filières relatives aux sciences, à la technologie et à la médecine, ce qui est remarquable pour une structure de formation juridique.